# دم‌بادبزنی ابروسفید
دم‌بادبزنی ابروسفید (نام علمی: Rhipidura aureola) نام یک گونه از سرده دم‌بادبزنی است.

## نگارخانه

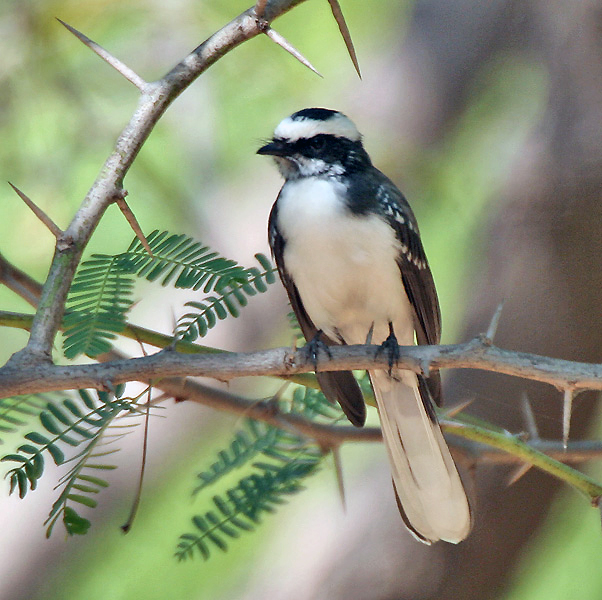
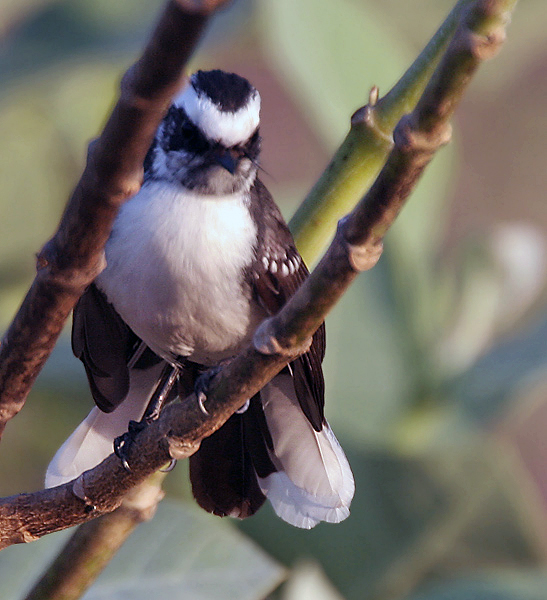
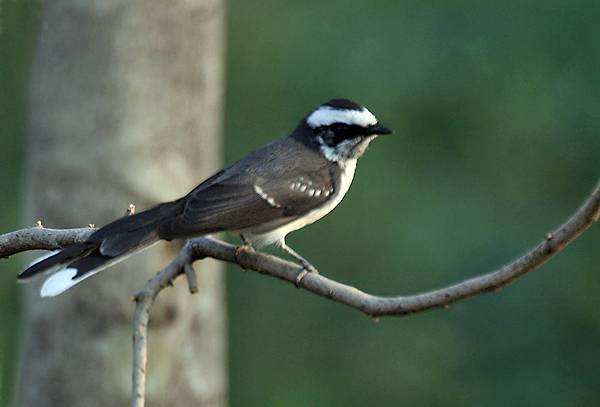
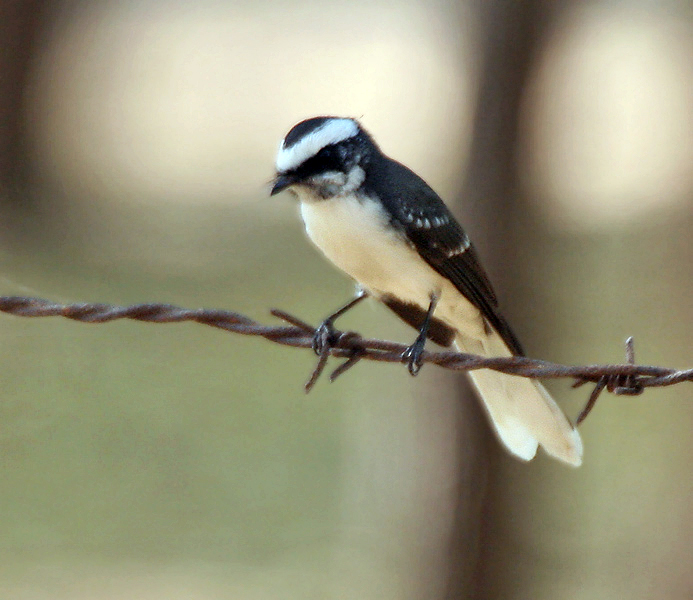